# Augusto Álvaro da Silva
Augusto Álvaro da Silva, brazilski rimskokatoliški duhovnik, škof in kardinal, * 8. april 1876, Recife, Brazilija, † 14. avgust 1968, Salvador da Bahia, Brazilija.

## Življenjepis
5. marca 1899 je prejel duhovniško posvečenje.
12. maja 1911 je bil imenovan za škofa Floresta; 22. oktobra je prejel škofovsko posvečenje in 23. novembra istega leta je bil ustoličen.
25. junija 1915 je bil imenovan za škofa Barre (ustoličen 22. novembra istega leta) in za nadškofa São Salvador da Bahia (ustoličen 20. maja 1925).
12. januarja 1953 je bil povzdignjen v kardinala in imenovan za kardinal-duhovnika S. Angelo in Pescheria.
V letih 1962−1965 je sodeloval na drugem vatikanskem koncilu.